# Chiesa della Madonna delle Grazie (Gorno)
La chiesa della Madonna delle Grazie è un edificio religioso situato in contrada Villassio nel comune di Gorno, in provincia e diocesi di Bergamo.

## Storia

La chiesa in uno scatto degli anni '50

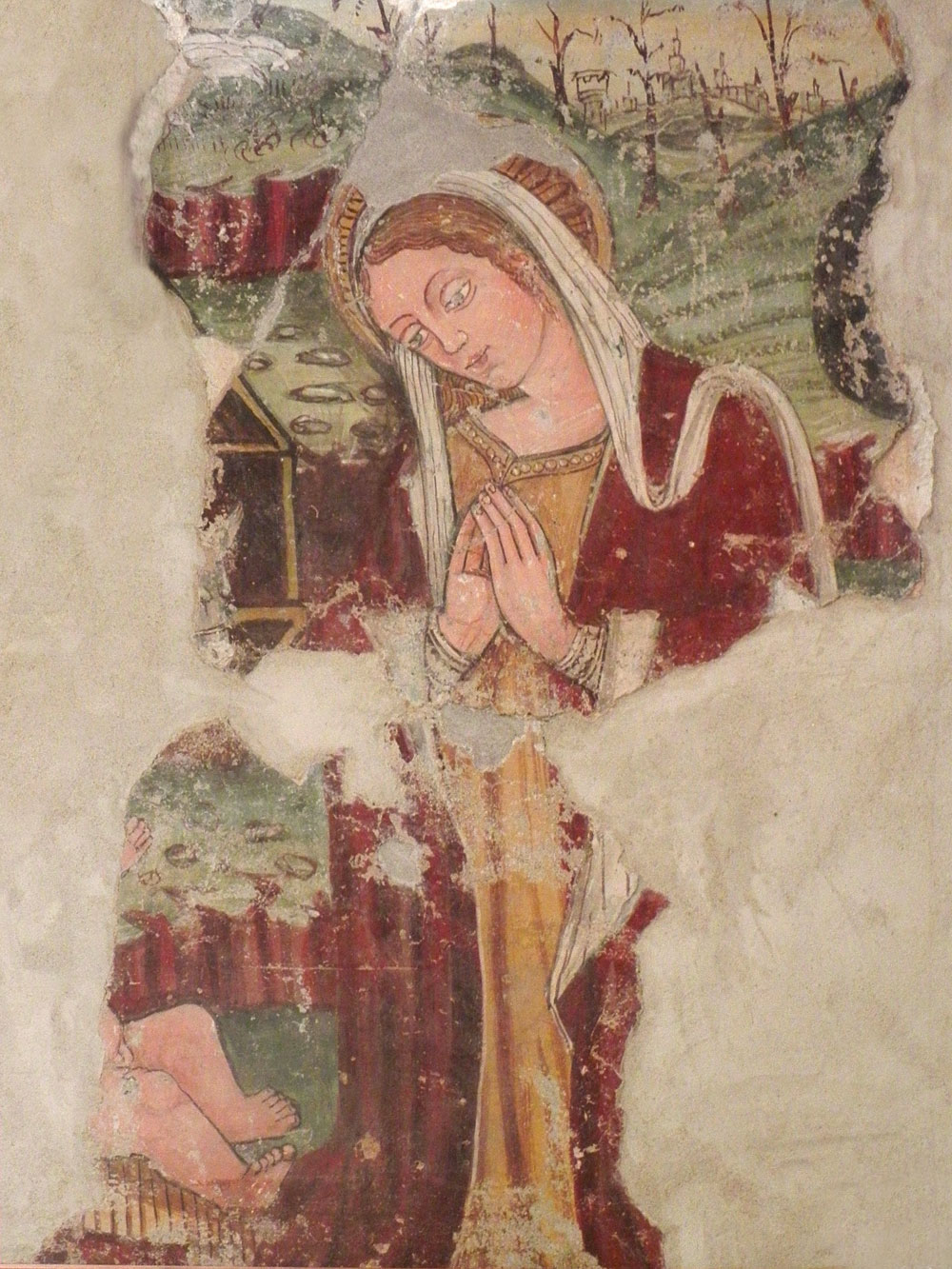
"Natività" - Dettaglio degli affreschi rinascimentali scoperti durante il restauro del 1997-2000

Riguardo alla prima edificazione della chiesa della Madonna delle Grazie non si hanno notizie certe.
Il primo documento che parla della chiesa, riporta la notizia della concessione alla costruzione dell'edificio, così scriveva Il Calvi nelle Effimeri del 22 settembre 1498
Non si hanno notizie successive per tutto il '500, neanche durante la visita del delegato dell'Arcivescovo di Milano Carlo Borromeo, quando nel 1575 fece una descrizione accurata della prima parrocchia (poi demolita) e della chiesa di San Giovanni.
Tuttavia durante i restauri della chiesa, avvenuti tra il 1997 e il 2000, vennero scoperti parti di un ciclo di affreschi tipicamente prerinascimentali nella parete a destra dell'altare e tra le poche parti giunte fino a noi, fortuna vuole che sotto una delle figure ritrovate vi fosse la data 1517.
La scoperta, oltre a dar maggior importanza artistica alla chiesa, riesce a dar una datazione anche all'edificio, portando la sua costruzione nel periodo che va dal 1498 al 1517.
Il primo documento che invece parla nello specifico della chiesa risale al 1625 e cita
Dagli stessi atti si ha notizia che, data la grande venerazione dei cittadini e l'affluenza sempre maggiore alla chiesa, si istituì la presenza di un cappellano.
Durante il secolo altre citazioni della chiesa riguardano gli obblighi del parroco, che dovrà andar a dir messa tutti gli anni il giorno della natività della Madonna, la prima nel 1649, e poi ribadita nel 1873 e nel 1878.

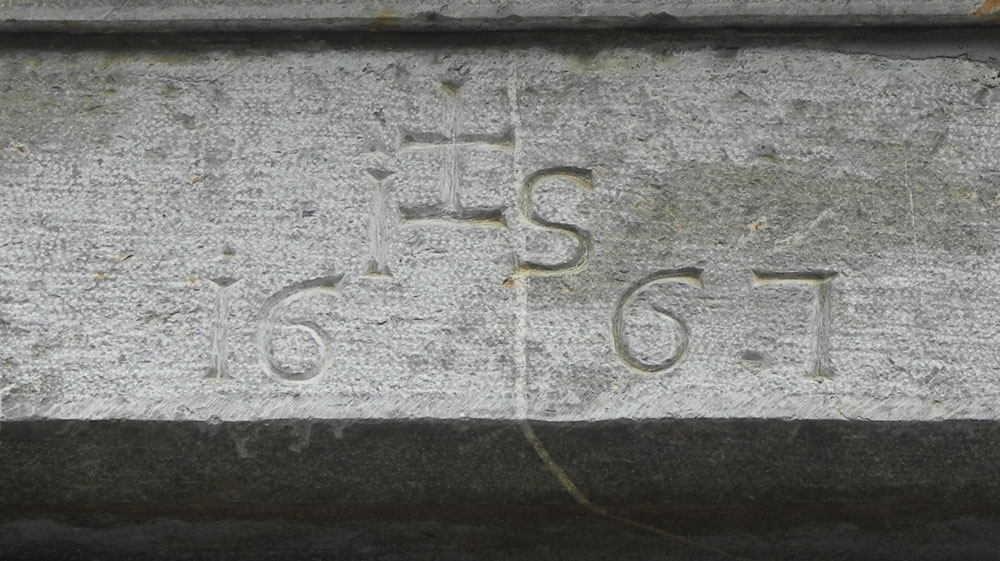
La data "1667" incisa nell'architrave di pietra del portone laterale

Negli anni probabilmente venne ampliata e modificata, infatti il portone del lato nord della chiesa (l'ingresso laterale) porta esternamente incisa nella pietra dell'architrave la data 1667.
Nell'anno 1768 invece il comune istituisce un custode per sorvegliare l'edificio e suonare le campane in caso di cattivo tempo.
Al suo interno, oltre all'altare in marmo posto nel 1728, si ha notizia che vi era custodita una lampada e un messale entrambi in argento, poi probabilmente destinati ad altro uso durante la Repubblica Cisalpina ('700) e vi è pure una nota spese per la riparazione del piccolo organo, oggi non più presente.
Nel 1997 incominciano i lavori di restauro e dell'edificio, soprattutto a carico di volontari del paese.
Verrà ristrutturata tutta la chiesa, internamente ed esternamente, e anche l'annesso ex convento, trasformato in dormitorio. I lavori durarono più di due anni e verrà presentata alla comunità il 1º maggio del 2000.
La chiesa fece le veci della parrocchia tre volte, la prima dal 1767 al 1776, mentre veniva costruita la seconda Parrocchia di Gorno, poi dal 1873 al 1890 perché la parrocchia venne chiusa al culto a causa della pericolante torre campanaria, poi abbattuta e riedificata, ed infine dal 1927 al 1932 durante la costruzione della parrocchia attuale.

## Descrizione interna

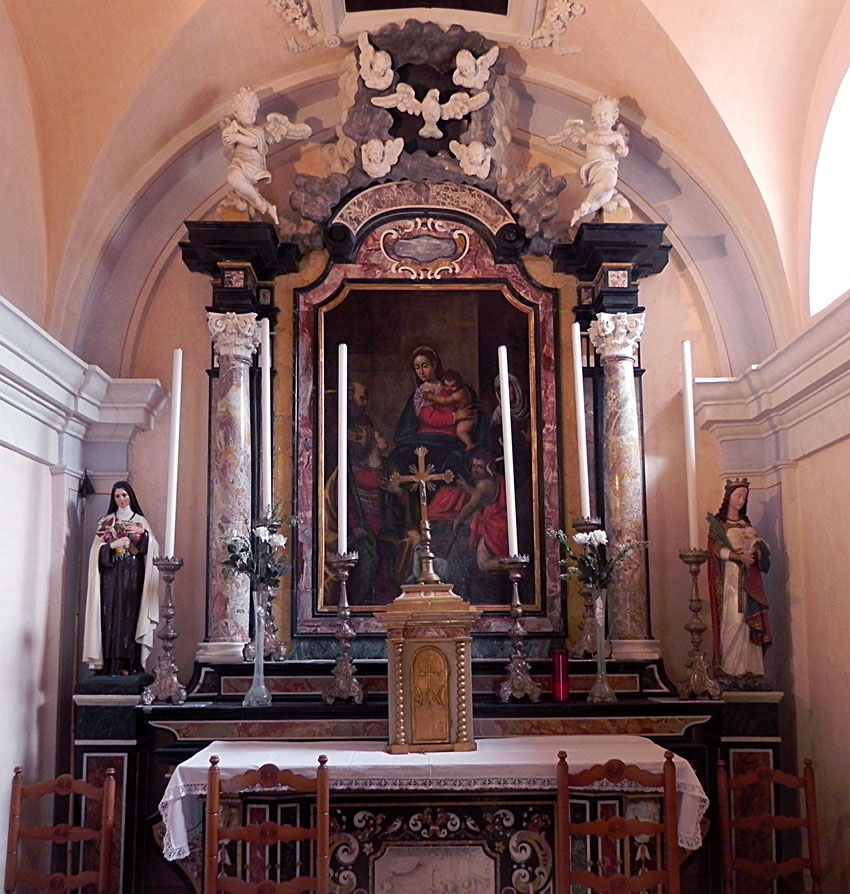
L'altare della chiesa, opera di Andrea Manni realizzato in marmo policromo nel 1728

La chiesa internamente è a navata unica caratterizzata da una copertura in travi divisa a tre campate sostenute da archi e da pareti laterali abbastanza spoglie; solo nella parete di destra, a metà chiesa, vi è una nicchia con una grande statua lignea che raffigura la Madonna Immacolata del 1895 e più avanti, nella parte più vicina all'altare, si può ammirare quello che resta del ciclo degli affreschi cinquecenteschi.
Il presbiterio è racchiuso in una cancellata in ottone e sopraelevato rispetto al piano della navata di un gradino originariamente chiusa da un cancello, oggi andato perso.
Il soffitto è caratterizzato da una struttura a volta a croce, con al centro, inserito in una cornice di stucco bianco lavorato, un affresco che raffigura l'Assunzione in cielo della Vergine, di autore anonimo.
Sicuramente degno di nota è l'altare realizzato in marmo policromo datato 1728 opera di Andrea Manni della bottega dei Manni di Rovio.
L'ancona è caratterizzata lateralmente da due colonne in marmo rosa sormontate da due capitelli bianchi in stile corinzio. Al centro vi è inserita una tela, di autore ignoto, che raffigura la Madonna con Gesù bambino e Santi, mentre sopra tutto vi sono scolpite le nuvole, in marmo grigio, con svariati putti bianchi e al centro una colomba simbolo dello Spirito Santo.
Nella parte bassa il paliotto della mensa è invece caratterizzato da piccole tarsie marmoree multicolore con fiori e uccellini, impreziosito al centro da un bassorilievo in marmo bianco che raffigura la Nascita di Maria.
Infine, ai lati di esso, vi sono due statue del XX secolo in gesso dipinto che raffigurano Santa Teresa di Lisieux e Santa Barbara.
Esterni alla cancellata, ad entrambi i lati del presbiterio, vi sono due porte con stipi e architrave in pietra che conducono a sinistra al campanile, per suonare le campane, mentre a destra alla sagrestia.

### Gli affreschi

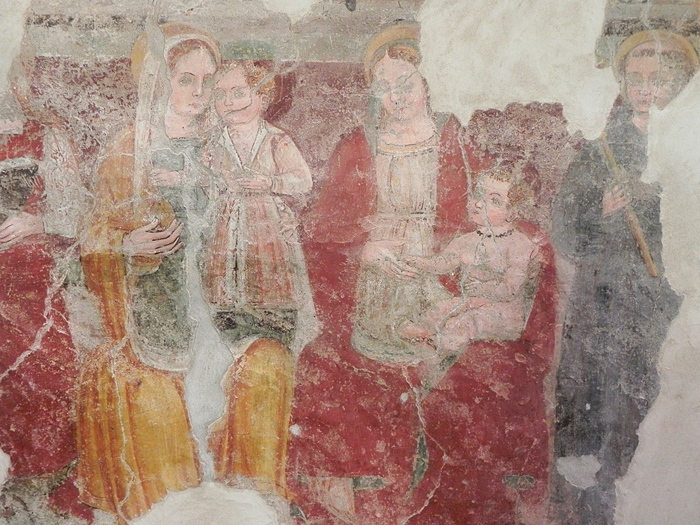
Dettaglio della fascia bassa degli affreschi del XVI secolo

Con il restauro della chiesa del 1997-2000 riemersero nella parete destra della navata, vicino all'ingresso della sagrestia, alcuni frammenti di affreschi datati 1517.
Due sono le parti principali che si possono ammirare: la parte bassa, la più grande, è caratterizzata da una serie di santi affiancati, visti frontalmente e racchiusi da una linea in alto e una in basso, in uno stile che trascina reminiscenze tardogotiche. Tra i santi si possono riconoscere un San Lorenzo, rappresentato mentre regge la graticola simbolo del suo martirio, e una Madonna con Gesù bambino (da notare il dettaglio del rosario di corallo al collo di Gesù, simbolo della sua futura passione).
Nella parte alta, vi è ciò che resta di una Natività: quasi integra è la figura della Madonna. Delicata in volto ed elegante nell'esecuzione del movimento della veste rossa e arancio è inginocchiata e tiene le mani giunte mentre ammira Gesù bambino, di cui si intravedono solo le gambe, i piedi e una delle due mani, mentre poco sopra si vede anche parte della capanna, qui struttura in legno, con all'interno l'asino.
La scena, rispetto alla serie di santi affrescati nella parte bassa, è ambientata all'aperto: si può vedere un paesaggio caratterizzato da prati, rocce e alberi. Sopra la capanna vi è un gregge al pascolo, mentre in lontananza si intravede la struttura di una fortezza.
Tra gli altri frammenti, di piccole dimensioni, si può riconoscere la figura di un Santo Vescovo, di cui ora rimangono solo poche parti del corpo che ci permettono di vedere la veste e la mano con un guanto bianco.

## Descrizione esterna

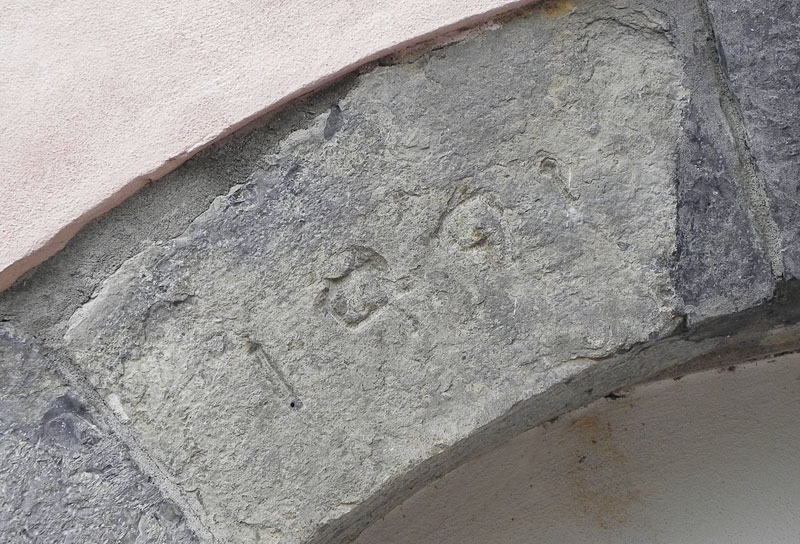
La data "1491" incisa in una delle pietre dell'arco presente nel retro della chiesa

Esternamente si può notare che il piano della chiesa risulta sopraelevato rispetto al livello della strada, che è leggermente in pendenza, infatti il portone principale è anticipato da 5 gradini, mentre quello secondario a nord da due gradini.
La facciata è abbastanza semplice. Scentrato verso sinistra (visto che la facciata comprende in modo invisibile parte dell'ex-monastero oggi dormitorio), ma in asse con la sommità del tetto, si trova il portone in legno che fa da ingresso principale inserito in una struttura in pietra, sul cui architrave vi è inciso In me omnis gratia.
Sul lato nord troviamo il secondo ingresso, anch'esso in legno e inserito in una struttura in pietra dove invece vi è incisa la data 1667 con la sigla IHS.
Sulla facciata principale vi si trova anche una finestra, mentre a nord ve ne sono due e sono presenti anche due piccoli affreschi, ormai sbiaditi e di epoca incerta, che probabilmente dovevano rappresentare scene della vita di Maria.
Sul retro della chiesa vi è affrescata una croce e scendendo si può vedere un arco in pietra, oggi murato, che doveva far parte dell'ex-monastero quattrocentesco, dove in una delle pietre si dovrebbe leggere la data 1491.

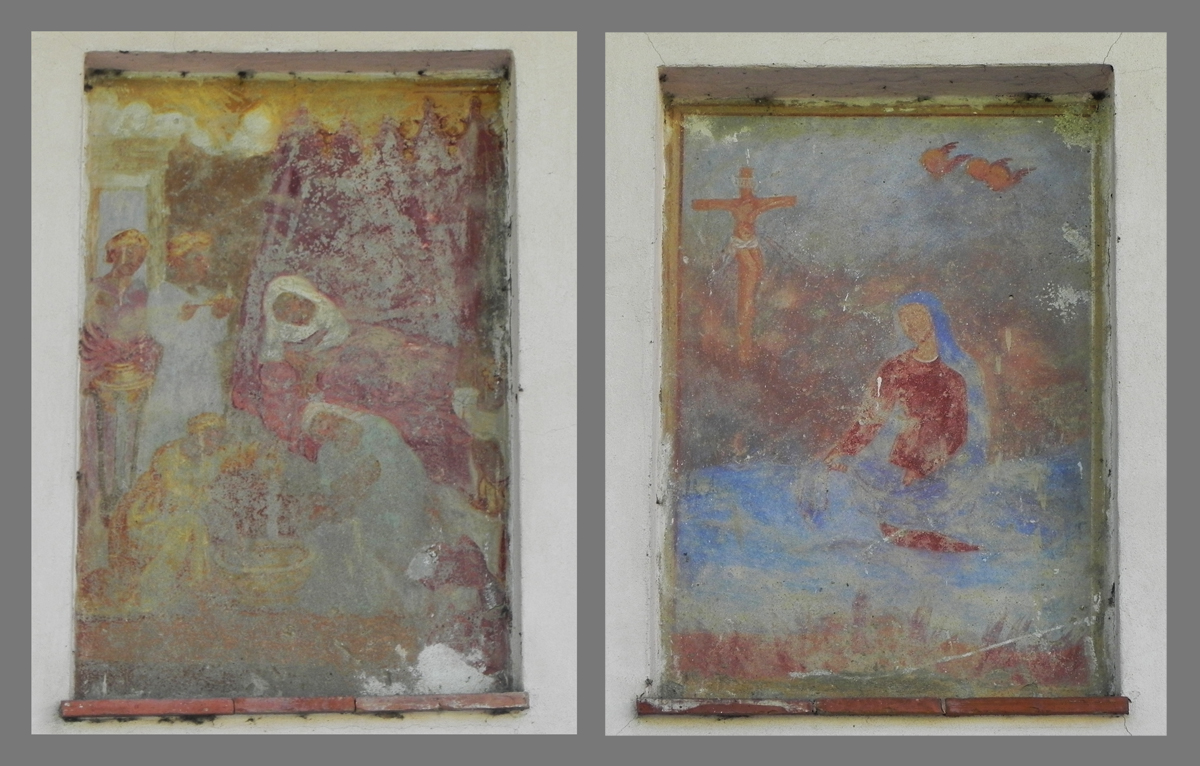
Gli affreschi esterni

### Il campanile
Il campanile venne costruito tra gli anni 1740 e il 1770 sotto la direzione di Antonio Fontana e Tommaso Tognoli grazie alle numerose offerte dei fedeli che vennero utilizzate per finanziare i lavori.
A pianta quadrata, è orizzontalmente diviso in quattro parti: le prime tre sono identiche e presentano ai lati una cornice in pietra con al centro una piccola finestra anch'essa delimitata da pietre, mentre l'ultima parte è costituita dalla cella campanaria caratterizzata da arcate aperte che lasciano vedere e sentire le campane.
Terminata la torre campanaria, nel 1770 venne aggiunta sulla sommità una cupola in rame, opera di Domenico Piatti e Pietro Gobbi da Comenduno, sulla quale venne collocata una scultura lignea che, secondo un manoscritto di Don Ceruti, era della Bottega dei Fantoni.
Il materiale con la quale venne scolpita, ovvero il legno, non durò a lungo sotto le continue intemperie del tempo e dopo soli 60 anni venne sostituita con una croce in ferro, che tuttora si trova sulla sommità del campanile, mentre la scultura andò persa.

## L'ex convento

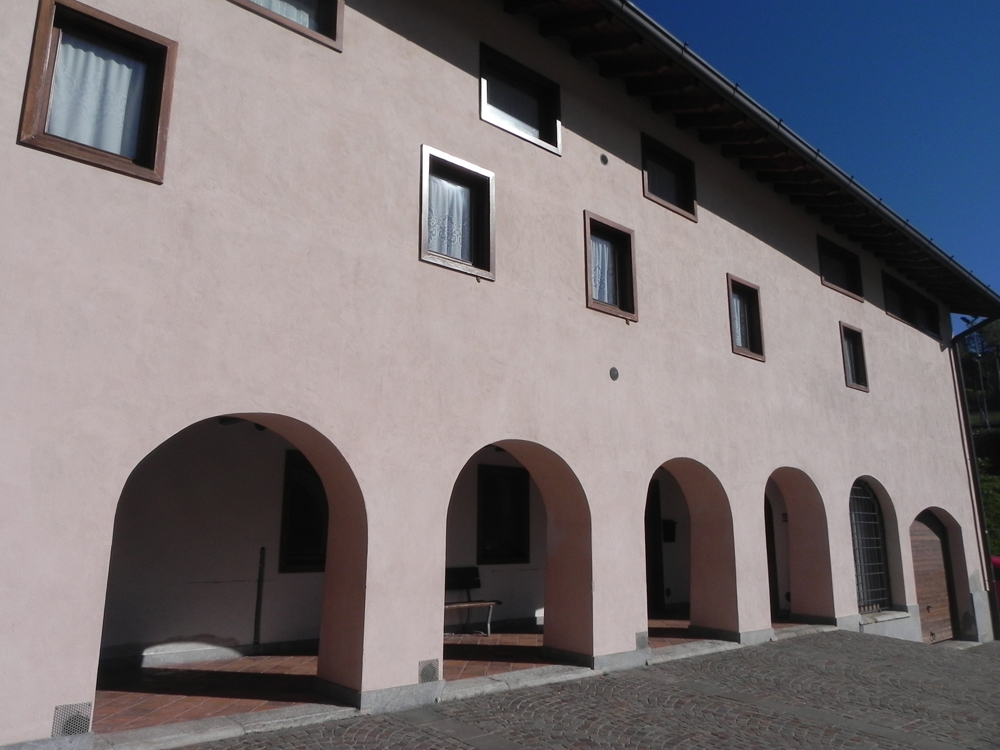
Il lato sud della chiesa con la struttura dell'ex-convento, oggi ristrutturato e adibito a dormitorio

Come già anticipato, annesso alla chiesa oggi vi è un dormitorio che anticamente doveva essere un monastero di monache Agostiniane Mantellate.
La prima nota scritta riguardo a questo monastero è la richiesta delle monache di edificare una chiesa, ed è datata 22 settembre 1498, mentre una seconda nota è datata 30 luglio 1525 e riporta
Tuttavia la popolazione del paese non era contenta del comportamento tenuto dalle monache e durante la visita di Mons. Pionio del 6 ottobre 1575, che faceva le veci di S. Carlo Borromeo, sentite le lamentele, prima di pronunciarsi in merito interrogò diverse persone del paese.
Le persone interrogate furono Gio. Luigi de Guarinonibus qd Simonid di 42anni, Francesco qd Rugieri Pensi di 61 anni, Grisanto de Segardis qd Ioannis di 81 anni, Giovanni qd Iustini de Gottis di 67 anni, Paolo qd Bertoli Sartorini di 55 anni, Nicolao de Sigardi qd Almidani di 60 anni e, in data 17 ottobre 1575, fr Pietro de Gorno Converso nell'ordine degli Eremitani di Sant Agostino.
È soprattutto grazie alla deposizione del frate che abbiamo notizie più specifiche riguardo alla vita del monastero.
Ad abitare il convento all'epoca erano quattro monache: le sorelle Sor Giustina e Sor Monica, che avevano più di 60 anni, Sor Maria Helisabeth da Fino e Sor Iacoma Angela di circa 40 anni; indossavano una veste nera con una pacientia nera e vivevano con quello che ricavavano dalla questua e da lavori da donna.
Ciononostante nelle dichiarazioni raccolte emerge che le suore lasciavano il convento per le elemosine per lunghi periodi, dai 10 giorni fino ad un mese, uscendo sempre in coppia. Inoltre il convento era frequentato da uomini e donne del paese e questo creava molto mormorio.
Valutata la situazione Mons. Pionio riferì il tutto a San Carlo Borromeo, che con un decreto chiuse il monastero trasferendo le monache a Clusone.
In seguito gli ambienti del convento divennero la casa del coadiutore del parroco.